# Усть-Брянское сельское поселение
Се́льское поселе́ние «Усть-Брянское» — муниципальное образование в Заиграевском районе Бурятии Российской Федерации.
Административный центр — село Усть-Брянь.

## История
Статус и границы сельского поселения установлены Законом Республики Бурятия от 31 декабря 2004 года № 985-III «Об установлении границ, образовании и наделении статусом муниципальных образований в Республике Бурятия»

## Население
| 2002  | 2011  | 2012  | 2013  | 2014  | 2015  | 2016  |
| ----- | ----- | ----- | ----- | ----- | ----- | ----- |
| 1442  | ↗1445 | ↗1452 | ↗1454 | ↗1458 | ↘1433 | ↘1424 |
| 2017  | 2018  | 2019  | 2020  | 2021  | 2023  | 2024  |
| ↘1423 | ↘1412 | ↘1391 | ↘1366 | ↘1191 | ↗1211 | ↗1218 |

## Состав сельского поселения
| № | Населённый пункт | Тип населённого пункта       | Население |
| - | ---------------- | ---------------------------- | --------- |
| 1 | Имени Серова     | блок-пост                    | ↘52       |
| 2 | Усть-Брянь       | село, административный центр | ↘1395     |